# خيسعة العليا (ملحان)

تعديل مصدري - تعديل

خيسعة العليا هي إحدى قرى عزلة جبع بمديرية ملحان التابعة لمحافظة المحويت، بلغ تعداد سكانها 882 نسمة حسب تعداد اليمن لعام 2004.